# Polling in Tirol
Polling in Tirol är en ort ochkommun i distriktet Innsbruck-Land i förbundslandet Tyrolen i Österrike. Den ligger 17 km väster om Tyrolens huvudstad Innsbruck. Kommunen har 1 371 invånare (2024) och består av två orter (Ortschaften) (inom parentes invånarantal 1 januari 2024):
- Pollingberg (207)
- Polling in Tirol (1 164)